# Кременецький кедр сибірський
Кремене́цький кедр сибі́рський — ботанічна пам'ятка природи місцевого значення в Україні. Екзотичне дерево, єдиний кедр у Тернопільській області.

## Розташування
Зростає в місті Кременець, на вулиці Потік Ірви, 20. Оголошений об'єктом природно-заповідного фонду рішенням виконкому Тернопільської обласної ради від 14 березня 1977 року № 131. Перебуває у віданні Кременецького житлово-комунального комбінату.

## Характеристика
Площа 0,01 га. Під охороною — 60-річний кедр діаметром 30 см і заввишки 12 м, що має велику науково-пізнавальну та естетичну цінність.